# Cerkiew Świętych Kosmy i Damiana w Moskwie (Kitajgród)
Cerkiew Świętych Kosmy i Damiana, także Zaśnięcia Matki Bożej – prawosławna cerkiew w Moskwie, w Kitajgrodzie, w strukturach dekanatu Iwerskiej Ikony Matki Bożej eparchii moskiewskiej miejskiej Rosyjskiego Kościoła Prawosławnego. Jedna z najstarszych cerkwi w Moskwie, wzniesiona w XVII w. (na miejscu starszych budynków sakralnych) i odrestaurowana w latach 20. XX wieku.

## Historia
Pierwsza drewniana cerkiew Świętych Kosmy i Damiana, znajdująca się na miejscu obecnej świątyni, istniała przed 1564, kiedy spłonęła i została odbudowana jako świątynia murowana. Według legendy w tejże cerkwi miał odbyć się ślub Iwana Groźnego Wasylisą Mielentjewą, jego szóstą małżonką.
Zachowany budynek cerkwi powstał w 1640. Posiada dwa ołtarze (Świętych Kosmy i Damiana oraz Zaśnięcia Matki Bożej, położony od północy i dobudowany do starszej części w połowie stulecia) oraz przedsionek. W 1803 przedsionek oraz dzwonnica cerkiewna zostały przebudowane. 
Świątynię w latach 20. XX wieku odnowił Dmitrij Suchow – architekt, który wcześniej skutecznie sprzeciwiał się zniszczeniu cerkwi św. Jana Teologa w tym samym kwartale Moskwy. Budynek pełnił funkcje sakralne do 1930, po czym został zamknięty i zaadaptowany na cele świeckie. Przez pewien czas mieściła się w nim milicyjny oddział ds. regulacji ruchu drogowego (ORUD), następnie przedsiębiorstwa handlowe. W tym okresie budynek został przebudowany – usunięto z niego elementy świadczące o sakralnym przeznaczeniu, w tym unikalny podwójny dach namiotowy, dzwonnicę i zachodnią część ołtarza Świętych Kosmy i Damiana.
Obiekt został zwrócony Rosyjskiemu Kościołowi Prawosławnemu w 1995, wtedy też wznowiono nabożeństwa. W kolejnych latach cerkwi przywrócony został pierwotny wygląd.